# Dansa de la Mort
La Dansa de la mort és un text que es creu que es va representar i ballar al segle xiv.
Aquest macabre espectacle es va desenvolupar en tota la literatura europea, procedent de França. El tema de la mort va dominar la baixa edat mitjana, contra la qual no hi havia resignació cristiana, sinó terror davant la pèrdua dels plaers terrenals. Presenta, d'una banda, una intenció religiosa: recordar que els gaudis del món són caducs i que cal estar preparat per a morir cristianament; d'altra banda, té una intenció satírica en fer que tots caiguin morts, amb independència de l'edat o de la posició social, pel poder igualador de la mort.
També va tenir expressió pictòrica. Mereixen destacar-se els gravats que en va fer Hans Holbein el Vell.

## La dansa de la Mort a Catalunya
La dansa de la Mort de Verges és una representació més dins els actes de la processó de Dijous Sant a Verges, únic poble on encara es conserva aquesta dansa, herència ja quasi desapareguda de l'edat mitjana catalana i europea. Actualment, aquesta festivitat de caràcter religiós de Verges està declarada Festa tradicional d'interès nacional. A la Dansa de la Mort de Verges en la processó de l'any 2018 van participar-hi per primer cop dues nenes, essent tradicionalment, per contra, un acte reservat al gènere masculí.
Hi ha constància d'altres danses de la mort, avui desaparegudes, a La Bisbal d'Empordà, Ripoll, Beget, Sant Feliu de Pallerols, les Planes d'Hostoles, Cadaqués, Perpinyà i Rupià, lloc d'on desapareix el 1935.

## LaDansa de la morten la literatura castellana
La Dansa de la mort castellana és de primeries del segle xv. Es conserva en un manuscrit de la biblioteca del monestir de l'Escorial. Consta de més de sis-cents versos al llarg dels quals la mort va cridant diversos personatges a ballar, com el papa o el bisbe, l'emperador, el sagristà, el pagès, etc., al mateix temps que els recorda que els gaudis mundans tenen fi i que tots han de morir. Ella els atrapa a tots.
La seva influència es deixa notar en obres d'autors espanyols posteriors, com en La barca de la gloria, de Gil Vicente; el Diálogo de Mercurio i Carón d'Alfonso de Valdés; la Farsa llamada Danza de la muerte de Juan de Pedraza; La farsa de la muerte de Diego Sánchez de Badajoz; Las cortes de la muerte de Luis Hurtado de Mendoza i Coloquio de la muerte con todas las edades y estados de Sebastián de Horozco. En el capítol XI de la segona part d'El Quixot, El Quixot i Sanxo troben una companyia de còmics que representen Las cortes de la muerte. Finalment, en el barroc, es troben les últimes referències en els autos sacramentales de Calderón de la Barca i en Los sueños (1627) de Quevedo.